# C'mon C'mon
 For alternative betydninger, se C'mon C'mon (flertydig). (Se også artikler, som begynder med C'mon C'mon)
C'mon, C'mon er det fjerde studiealbum fra amerikanske singer-songwriter Sheryl Crow og udgivet i 2002. Singlen "Soak Up The Sun" toppede på #1 på Billboard Adult Contemporary chart og #17 på Billboard Hot 100 og blev en af hendes største hit siden "All I Wanna Do". "It's Only Love" var en feat med Gwyneth Paltrow på backing vokal. C'mon, C'mon nåede op på #2 på UK album chart og på Billboard 200, hvor den har solgt 2.100.000 eksemplarer i januar 2008.
Albummet debuterede som #2 på Billboard 200 med 185.000 solgte eksemplarer. Sangen C'mon C'mon, der også er albummets titel, omhandler hendes kærlighedsforhold til skuespilleren Owen Wilson.

## Sporliste
1. "Steve McQueen" (Crow, John Shanks) – 3:25
2. "Soak Up the Sun" (Crow, Jeff Trott) – 4:52
3. "You're an Original" (Crow, Trott) – 4:18
4. "Safe and Sound" (Crow) – 4:32
5. "C'mon, C'mon" (Crow) – 4:45
6. "It's So Easy" (S. Crow, Kathryn Crow) – 3:24
7. "Over You" (Crow) – 4:38
8. "Lucky Kid" (Crow, Trott) – 4:02
9. "Diamond Road" (Crow, Marti Frederiksen) – 4:09
10. "It's Only Love" (Crow) – 5:05
11. "Abilene" (Crow, Trott) – 4:05
12. "Hole in My Pocket" (Crow, Peter Stroud) – 4:37
13. "Weather Channel" (Crow) – 4:40
14. "Missing" [Brazil, Australia, Germany, UK & Japan bonus track]
15. "I Want You" [UK & Japan bonus track]
16. "You're Not the One" [Japan bonus track]

## Musikvideoer
- "Steve McQueen"
- "Soak up the Sun"
- "Safe and Sound (live)"